# Catasetum napoense
Catasetum napoense är en orkidéart som beskrevs av Dodson. Catasetum napoense ingår i släktet Catasetum och familjen orkidéer. Inga underarter finns listade i Catalogue of Life.